# 劉夷父
新野怀王劉夷父（447年—452年），宋文帝劉义隆第十七子，母為陈美人。
宋文帝元嘉二十九年（452年），劉夷父去世，时年六岁。宋明帝泰始五年（469年），刘彧追封劉夷父为新野王，谥曰怀。